# 濟世王
混（？—前465年），是古朝鲜之箕子朝鲜的君主，子姓。东史年表认为在位於前486年至前465年，諡號濟世王（韓語：제세왕），後王位由兒子璧繼承。